# 寺村邦子
寺村 邦子（てらむら くにこ、1955年 - ）は音楽（ピアノ）教師。ギネス世界記録を14件保持している。

## 来歴
1955年に滋賀県彦根市で生まれる。彦根市内でギネス記録に挑戦している。
主なギネス記録
- 1989年 - 千葉県千葉市の幕張メッセでグランドピアノ111台を並べて同時演奏 [1]
- 2007年3月31日 - 鳥居本駅で184時間連続演奏 [2]
- 2008年6月22日 - 183人で借り物競走 [3]
- 2009年7月20日 - 166人で口笛 [4]
- 2010年4月4日 - 188人でかくれんぼ [5]
- 2010年11月18日 - 小学生158人が鍵盤ハーモニカ同時演奏[6]
- 2011年6月26日 - 272人が楽器181種類で5分間演奏[7]。
- 2012年4月22日 - 東日本大震災で浸水し、楽器店主らが修理した復興ピアノ第1号を使用して103人で、ベートーベンの歓喜の歌を連弾した。
- 靴下（新品）で震災復興シャツの柄をモザイクアートで表現。 靴下4278枚を使用。[8]
- 2014年7月20日ハンカチをつなぐ。2944枚をつないだ[9]。
- 2016年4月17日忍者で集合。268人が集まった。
- 2016年4月17日玉並べ（使った玉はカロムの玉）2142個並んだ。
- 2018年11月18日ノートをつなぐ。1668.96メートルつなぐ。
- 2023年7月16日手作りランタン作り（30分以内に1人1つづつランタンを作る）。254人が製作、完成。